# Yumiko Hara
Pour les articles homonymes, voir Hara.
Yumiko Hara (原 裕美子, Hara Yumiko), née le 9 janvier 1982 à Ashikaga, est une athlète japonaise.

## Carrière
Elle est cinquième du marathon féminin aux championnats du monde d'athlétisme 2005 à Helsinki et remporte le marathon de Nagoya la même année. Elle remporte le marathon d'Osaka en 2007 et le marathon d'Hokkaido en 2010.